# Demokratiska turkpartiet

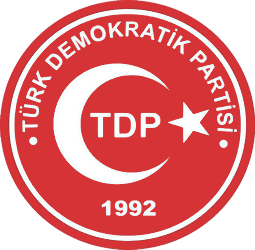

Demokratiska turkpartiet, Makedonya Türk Demokratik Partisi (MTDP) är ett politiskt parti i Nordmakedonien, som vill tillvarata den turkiska minoritetens intressen.
Partiet har deltagit i olika valallianser:
- Tillsammans för Makedonien, 2002
- För ett bättre Makedonien, 2008